# William Bennett (Oboist)
William Bennett (* 31. Mai 1956 in New Haven, Connecticut; † 28. Februar 2013 in San Francisco, Kalifornien) war ein US-amerikanischer Oboist. 

## Leben
Bennett studierte an der Juilliard School in New York City und an der Yale University in seinem Geburtsort New Haven, wo sein Vater, William R. Bennett als renommierter Professor für Physik lehrte.
1979 wurde er beim San Francisco Symphony Orchestra als zweiter Oboist engagiert; von 1987 bis zu seinem Tod war er dort Solo-Oboist. Er war 1992 Interpret bei der Uraufführung des Oboenkonzertes von John Harbison (* 1938), das für ihn komponiert wurde und das er gemeinsam mit dem Orchester in vielen Ländern aufführte. Im September 2004 wurde bei Bennett ein Karzinom im Rachen festgestellt, dessen Behandlung ihn zu einer mehrmonatigen Auszeit zwang.
Bennett erlitt am 23. Februar 2013, während er das Oboenkonzert von Richard Strauss aufführte, einen Schlaganfall, an dessen Folgen er wenige Tage später starb.

## Diskographie (Auswahl)
In einschlägigen Katalogen werden Bennetts Aufnahmen häufig dem britischen Flötisten William Bennett zugeordnet.
- Oboenkonzert von John Harbison, San Francisco Symphony Orchestra, Herbert Blomstedt, DECCA